# Homalotylus formosus
Homalotylus formosus is een vliesvleugelig insect uit de familie Encyrtidae. De wetenschappelijke naam is voor het eerst geldig gepubliceerd in 1998 door Anis & Hayat.